# Cultura Pfyn
La cultura Pfyn és una de les diverses cultures arqueològiques del Neolític presents a l'actual Suïssa. Abarca un període d'uns 800 anys, del c. 4300 aC al c. 3500 aC.

## Descobriment
Les restes més antigues d'un assentament pertanyent a aquest període cultural es troben a 1,5 km a l'oest de Pfyn, a l'antiga torbera de Breitenloo. Està situat en una depressió tallada per una morena lateral de la glacera de Thur, i data dèpoca neolítica (4300 aC).

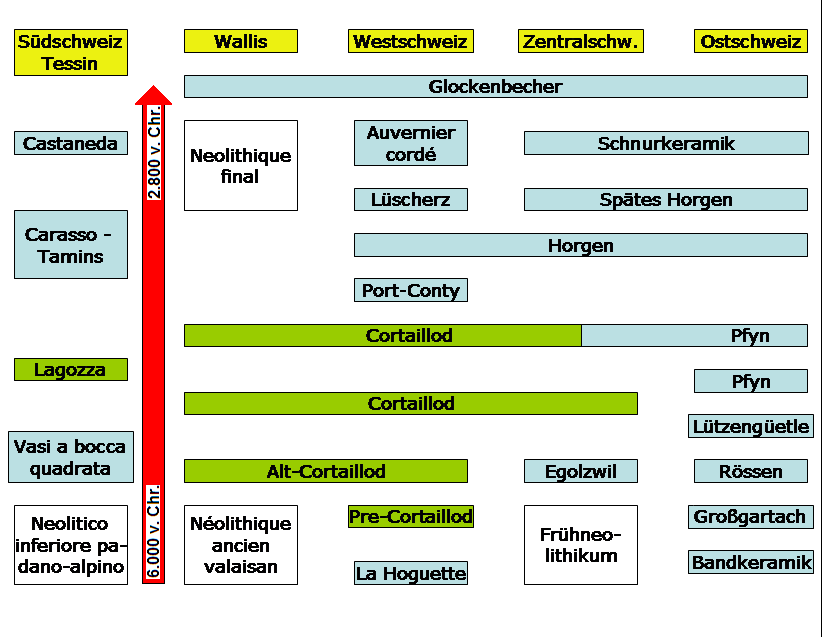
Dates i localitzacions de les cultures suïsses prehistòriques.

El jaciment va ser descobert durant la tala de torba a finals del segle xix, però va ser oblidat. Durant els anys de la guerra 1940–41, un intent de drenar el pantà per augmentar les terres de producció de conreu va portar al seu redescobriment. A la tardor de 1944, una àrea d'aproximadament 1.000 metres quadrats va ser excavada per soldats polonesos internats dirigits per Charles Keller-Tarnuzzer.
Durant les excavacions de 1944 es van trobar 17 hàbitats diferents. Les cases estaven situades al llarg d'un carrer principal nord-sud amb els capcers que donaven al carrer. Gairebé tots els edificis estaven dividits en dues unitats d'habitació amb longituds que oscil·laven entre els 4 i 11 metres i amplades d'entre 3,5 i 5,5 metres. Destaca el fet que diverses cases de mides molt diferents es trobessin una al costat de l'altra, cosa que suggereix que potser els més petits eren edificis agrícoles. Tots els pisos de la casa estaven construïts amb complexes estructures de suport i taulers dividits sobreposats, que normalment estaven coberts d'argila. Les piles de deixalles i les marques parcials de cremades a les estructures de suport suggereixen que almenys alguns edificis haurien estat força alts.

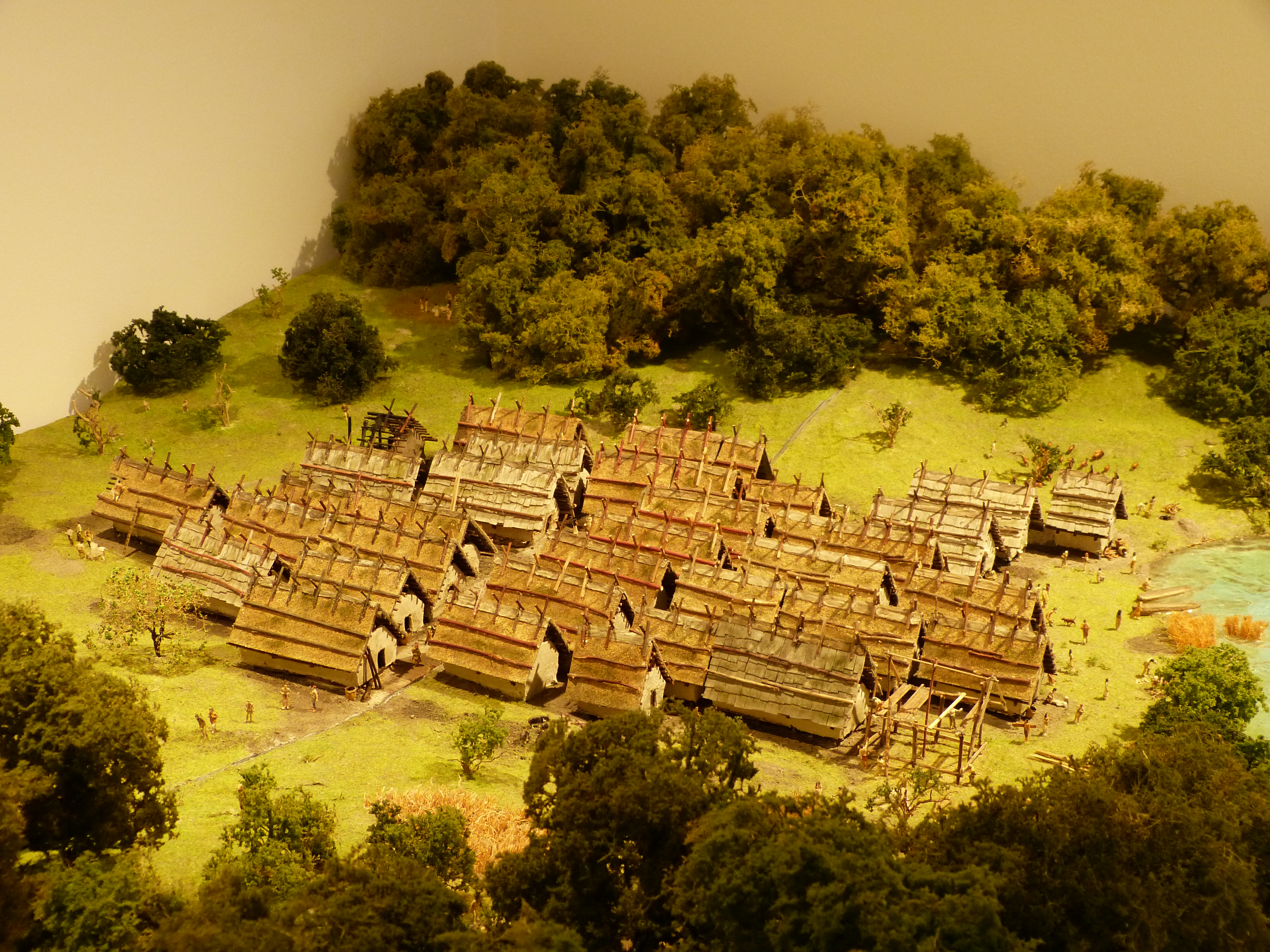
Recreació de l'assentament de Pfyn-Breitenloo (c. 3700 aC).

Keller-Tarnuzzer va assenyalar que hi havia una estreta relació de la ceràmica de Pfyn amb la de la cultura Michelsberg del sud d'Alemanya, i va creure que len realitat es tractava d'un jaciment Michelsberg. Al voltant de 1960, la investigació va determinar que la ceràmica de Pfyn representava el testimoni d'una cultura autònoma relacionada amb la cultura de Michelsberg. Des d'aleshores, el jaciment de Pfyn-Breitenloo ha estat considerat com el centre de la cultura Pfyn. Més exploracions el 2002 i el 2004 van donar lloc a una imatge una mica més matisada de l'assentament. Això va permetre datar el lloc mitjançant la dendrocronologia. Les fustes que es van utilitzar es van tallar entre els anys 3706 i 3704 aC. i confirmen una única fase de desenvolupament. Gràcies a diferents troballes sabem que un altre assentament neolític devia existir a uns 400 m al nord-oest de Breitenloo. Tanmateix, les poques ceràmiques descobertes en aquest lloc també formen part de la cultura Pfyn. Aquest assentament no s'ha estudiat mai en profunditat; a més es creu que l'extracció industrial de torba durant la Segona Guerra Mundial podria haver-lo destruït en gran manera.
A través de l'estudi de les condicions topogràfiques, i gràcies a un projecte de perforació prospectiva l'any 2002, sembla que s'hauria excavat al voltant del 60% de l'àrea d'assentament.

## Economia

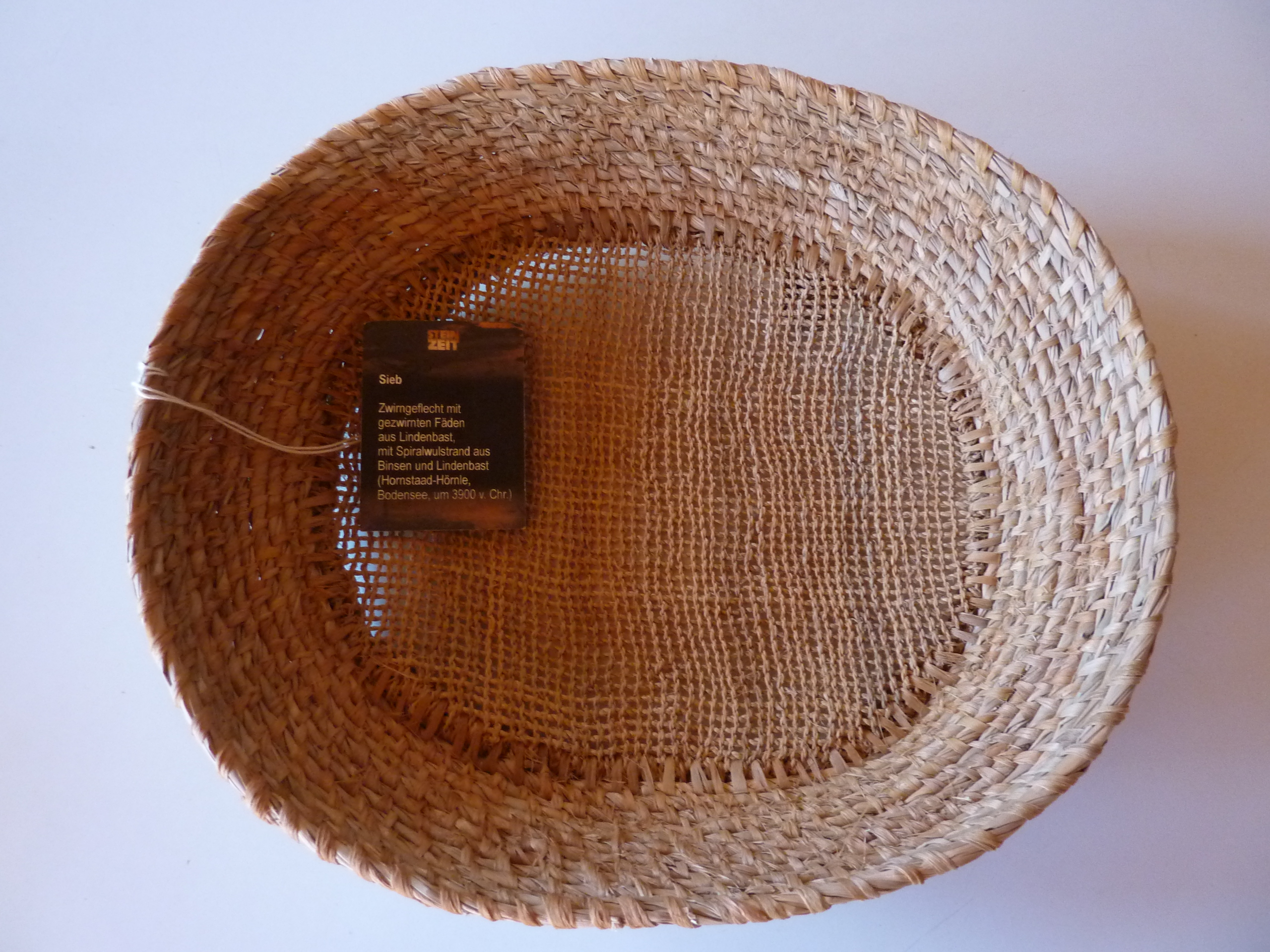
Tamís neolític reconstruït de Hornstaad-Hörnle (3900 aC).

A la regió s'hi han trobat evidències de la manufactura del metall, entre el llac de Constança i el llac de Zúric, des del període de la cultura Pfyn. Malauradament, la major part del metall prové de troballes aïllades i, per tant, està mal datat. Tot i així, es van trobar a Reute, al cantó d'Appenzell Ausser-Rhoden, un filferro de coure, un punyal, gresols i vessaments de fosa de l'època Pfyn.
La intensificació de la cria de porcs es va produir durant la cultura Pfyn a la part oriental de l'avantpaís alpí. El manteniment d'un gran nombre de porcs és típic de la cultura Horgen i la de la ceràmica cordada. Aquesta "economia del porc" va ser exportada cap a l'oest per la cultura Horgen.
La producció de cereals també era important. Als jaciments de l'era Pfyn de prop de Zúric, s'hi van trobar més habitualment blat dur i ordi. Aproximadament la meitat del total de calories consumides per la gent de l'era Pfyn provenien del gra.

## Ceràmica
Les ceràmiques de tipus Pfyn són peces de vaixella de fons pla i la superfície decorada amb elements decoratius comuns a la ceràmica d'altres cultures neolítiques, com la de Rössen, o la de Michelsberg. Tanmateix, la ceràmica de Pfyn no presenta, com les ceràmiques de Michelsberg, decoracions tulipiformes.

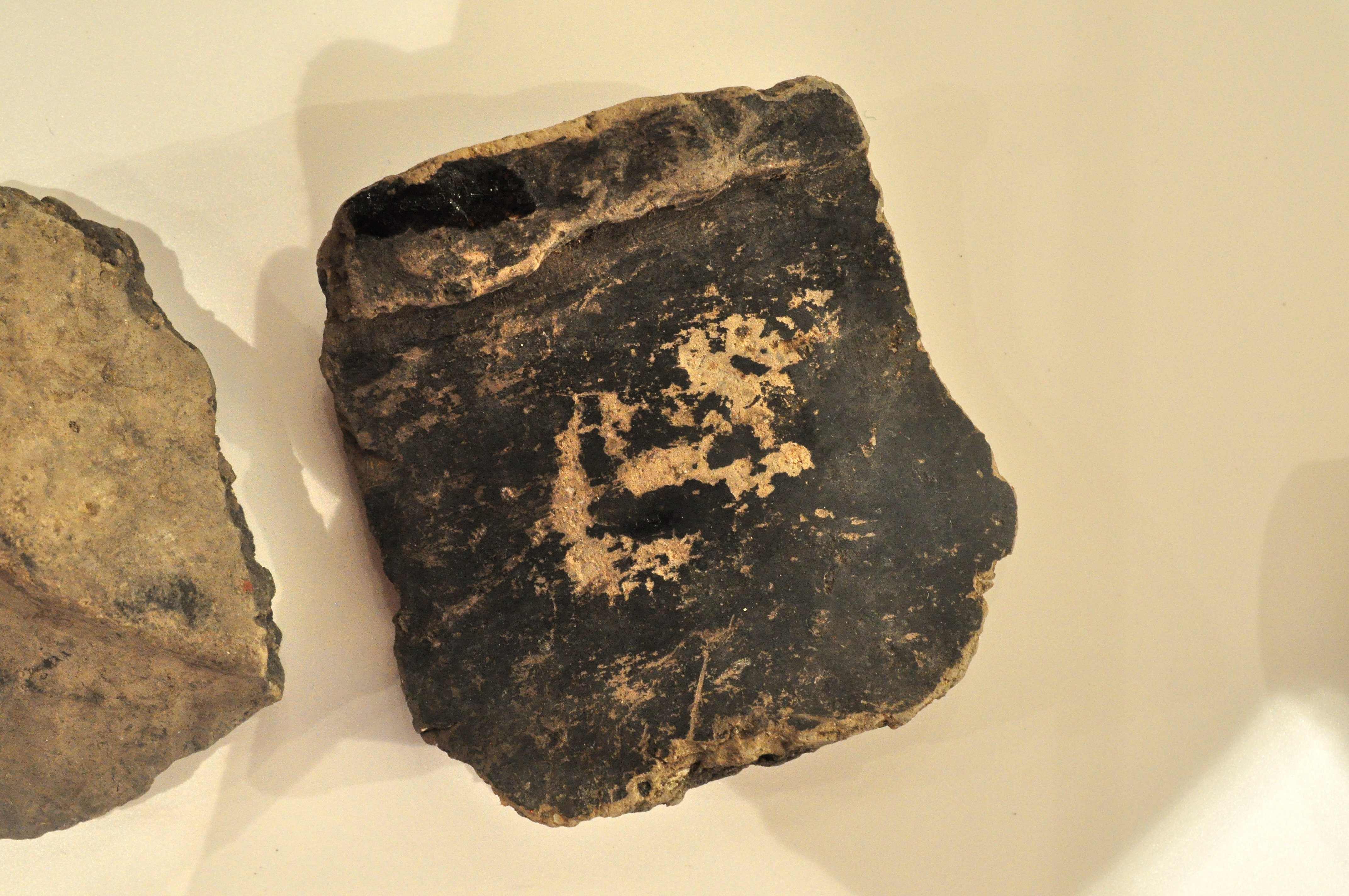
Fragments de ceràmica tipus Pfyn.

Les peces ceràmiques de Pfyn tenen ornaments de "guix", com els que es troben als jaciments de Berteiloo6 i Sipplingen-Osthafen, un jaciment la primera fase d'ocupació del qual està datada dendrocronològicament entre el 3912 i 2417 aC i que es troba al municipi de Sipplingen, a la regió de Bodensee-Oberschwaben. Aquestes ceràmiques acostumen a tenir pastes de color gris-marró i, més rarament, de color taronja i cuita oxidativa.
L'estil de la ceràmica de Pfyn mostra una "influència danubiana". Aquest estil, conegut també com a “Michelsberg suís” als anys setanta, és, juntament amb el de Cortaillod, un dels dos grups estilístics predominants a l'altiplà suís durant el Neolític final. El corpus ceramològic típic de Pfyn, associat a assentaments datats als segles XXXVIII, XXXVII i XXXVI aC. J.-C., consta d'olles amb vores proveïdes de poms esfèrics i gerros “ginecomòrfics”.

## Jaciments
S'han descobert jaciments de la cultura Pfyn a diversos llocs de l'est de Suïssa:
- Breitenloo a 1,5 km de Pfyn, al cantó de Turgòvia.

- Feldmeilen-Vorderfeld i Meilen a la riba dreta del llac de Zúric. A Feldmeilen s'hi van descobrir quatre capes de restes de la cultura Pfyn (4350-3950 aC calibrats) seguides per cinc capes més de la cultura Horgen. A Meilen, hi havia una capa de Pfyn (4250-4000 aC) seguida de tres capes de Horgen.[14]